# Stalitella
Stalitella noseki es una especie de araña araneomorfa de la familia Dysderidae. Es la única especie del género monotípico Stalitella.  

## Distribución
Es originaria de Bosnia y Herzegovina y Montenegro.